# هم‌سفری (فیلم)
«هم‌سفری» (انگلیسی: Carpool) یک فیلم کمدی آمریکایی به کارگردانی آرتور هیلر محصول سال ۱۹۹۶ با بازی دیوید پایمر، توماس آرنلد، رئا پرلمان، راشل لی کوک، و راد استایگر است.